# Bia Sulci
I Bia Sulci sono una struttura geologica della superficie di Tritone.